# Pohorje-Pluton
Der Pohorje-Pluton ist ein miozäner Intrusivkörper  des nördlichen Sloweniens.

## Geographie
Der Pohorje-Pluton, auch Bacher-Pluton oder Bachern-Pluton, ist etwa 15 Kilometer südwestlich von Maribor im Zentrum des Pohorje anstehend. Die nach Ostsüdost-ausgelängte Intrusion misst 27 Kilometer an ihrer Längsachse. Ihre Breitseite beträgt zwischen 4 und maximal 8 Kilometer.

## Geologie

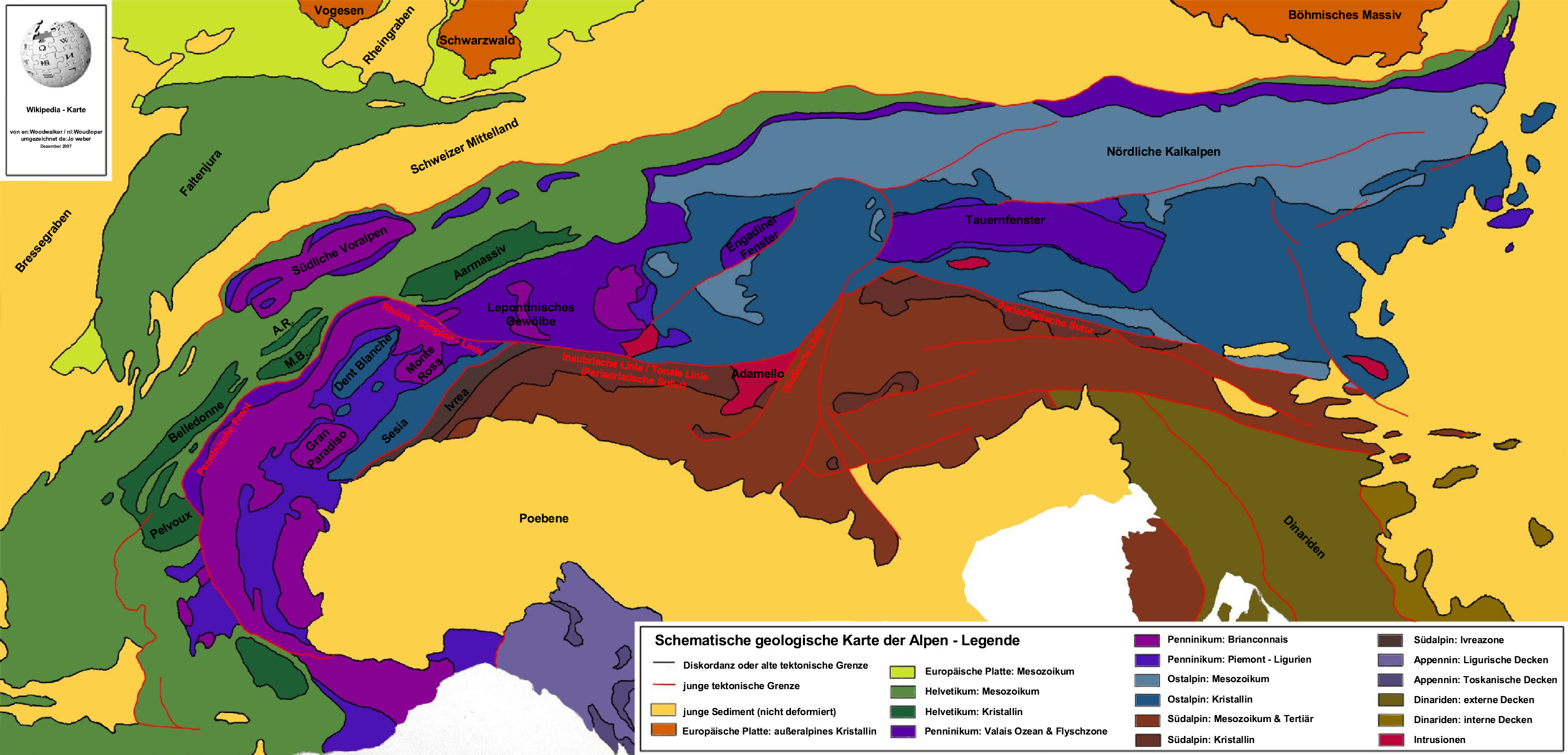
Der Pohorje-Pluton (in rot) befindet sich mittig am rechten Kartenrand, am Übergang zur Pannonischen Tiefebene (gelborange)

Das Pohorje-Massiv und der nördlich vorgelagerte Kozjak bilden die am weitesten im Südosten gelegenen Kristallinmassive der Ostalpen. Sie liegen am Westrand des miozänen Pannonischen Beckens – ein riesiges intramontanes Einbruchsbecken zwischen den Karpaten, den Ostalpen und den Dinariden. Die beiden Massive bestehen aus kristallinem Grundgebirge und metamorphen Hüllserien des Austroalpinen Deckenstapels, deren unter Hochdruck- bis Ultrahochdruck-Bedingungen erfolgte Tektogenese auf die Eoalpine Orogenese vor 90 Millionen Jahren zurückgeht.
Die Intrusion erfolgte in mittelgradige Paragneise und Almandin-führende Schiefer der altkristallinen Hüllserie des Mittelostalpins. Beim Eindringen wurde das Wirtsgestein kontaktmetamorph zu Andalusit-Biotit-Schiefer verändert, die Kontaktaureole kann nahezu um den gesamten Pluton verfolgt werden, erkennbar an Hornblende-Hornfels, Skarn und dem Auftreten der Minerale Granat und Epidot.
Die tiefstgelegene tektonische Einheit im Pohorje-Massiv baut sich aus mittelgradigen, polymetamorphen Gesteinen auf – der wahrscheinlich präkambrischen Pohorje-Serie – Paragneise, Glimmerschiefer und Amphibolite, in die sporadisch Marmore, Quarzite, Eklogite und Serpentinite eingeschaltet sind. Die Pohorje-Serie wurde an ihrem strukturell tiefstgelegenen Abschnitt im Osten des Pohorje-Massivs von einer kreidezeitlichen Ultrahochdruckmetamorphose erfasst. Das genaue Alter der Ausgangsgesteine konnte bisher noch nicht bestimmt werden, da die Serie vollständig von der Alpenorogenese überprägt wurde.
Darüber folgen als oberste tektonische Einheit niedriggradiges Paläozoikum (Ordovizium bis Karbon), dessen Hangendes aus der pyroklastischen Magdalensberg-Formation aufgebaut wird. Seltene Fossilien ermöglichten es, ihr ein unterdevonisches Alter zuzuweisen.  Diskordant folgen klastische, nicht-metamorphe Permotrias, Fetzen von triassischem Dolomit, Gosaureste sowie Sedimente des mittleren Miozäns.
Die ursprüngliche Überschiebungsbahn zwischen den beiden tektonischen Deckeneinheiten – die Remschnig-Überschiebung – wurde dann während der Oberkreide und erneut während des Miozäns reaktiviert und/oder deformiert, als das Alpenorogen auftauchte und exhumiert wurde. Mit Ausnahme des Mittelmiozäns intrudiert der Pohorje-Pluton alle oben angeführten Gesteine.
Das Pohorje-Massiv wird im Westen von der Südost-streichenden Labot-Störung (Lavanttal-Störung), einer dextralen Seitenverschiebung, abgeschnitten. Nur 2 Kilometer weiter südwärts verläuft die Periadriatische Naht.

## Petrologie

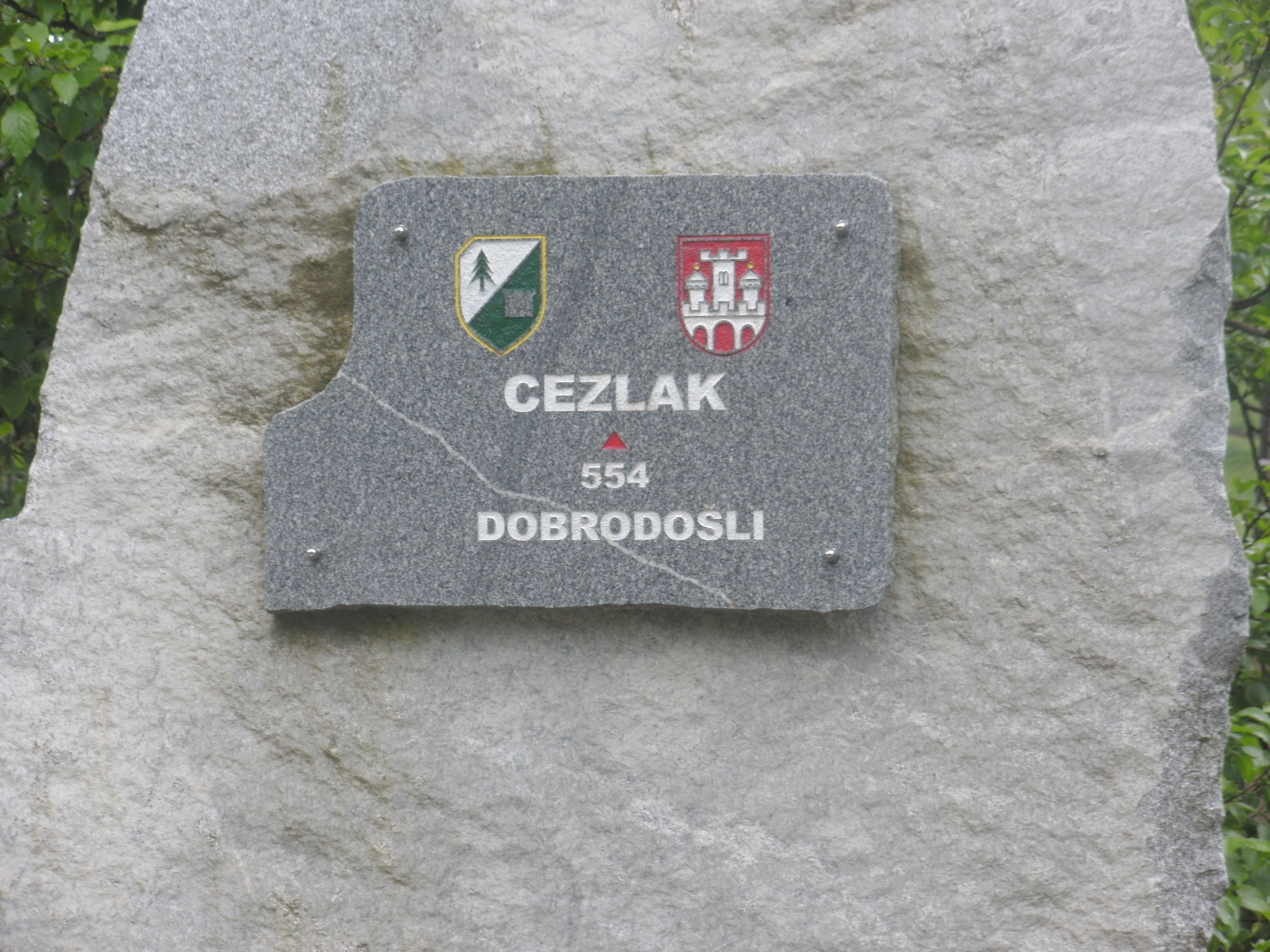
Gedenkplatte aus einem Werkstein des Pohorje-Plutons

Der linsenförmige Pluton ist von kalkalkalischer Affinität und wird entweder als Lakkolith oder als gekippter Batholith aufgefasst. Er besteht vorwiegend aus grauem, gleichkörnigem, mittel- bis feinkörnigem Granodiorit  (mit Übergängen zu Tonalit), der örtlich begrenzte Übergänge zu einer porphyrischen Fazies zeigen kann und untergeordnet auch als Quarzdiorit auftritt. Im Zentrum der Intrusion finden sich mafische Enklaven. Sie liegen gestreckt vor und zusammen mit schwarzen Schlieren verleihen sie dem Gestein ein gestreiftes Äußeres. Cizlakit – ein Pyroxen-Hornblende Diorit bzw. Quarz-Monzogabbro – ist ein riesiger mafischer Xenolith am Südrand der Intrusion. Wahrscheinlich dürfte es sich hier um einen älteren Mafit/Ultramafit handeln, der vom sauren Magma assimiliert wurde.
Weiße bis hellgraue, 1 bis 50 Zentimeter mächtige Aplite und Pegmatite, aber auch mafische (basaltische bis andesitische) und dazitische Gänge durchschlagen die Intrusion und setzen sich im Wirtsgestein fort. An seiner Oberfläche treten auch kleinere Dazitkörper auf. Der Pluton enthält in seinem Südostabschnitt auch Enklaven des metamorphen Wirtsgesteins – eine größere, im Dach des Plutons sitzende, am Veliki Vrh (mit Kontakthof) und eine kleine, schmale am Südostende, die in dieselbe Richtung ausgelängt ist und einer rechtsverschiebenden, ebenfalls südost-streichenden Seitenverschiebung folgt.
Der Pohorje-Pluton zeigt flächiges Parallelgefüge (Foliation), das überwiegend nach Südsüdwest einfällt. Es entstand primär-magmatisch aber auch noch im duktilen Bereich aufgrund fortschreitender tektonischer Bewegungen während des Abkühlvorgangs des Plutons. Eine Lineation ist ebenfalls erkennbar anhand der bevorzugten Ausrichtung der Phyllosilikate und der relativ seltenen Hornblende sowie anhand von gestrecktem, degradiertem und rekristallisiertem Quarz.
Örtlich entstanden auch mylonitische und kataklastische Scherbänder. Der Dachbereich des Plutons insbesondere im Nordwesten wurde entlang der Horizontalen spröd verformt und ist aufgrund der vielen Störungen als Baustein vollkommen unbrauchbar.

### Mineralogie

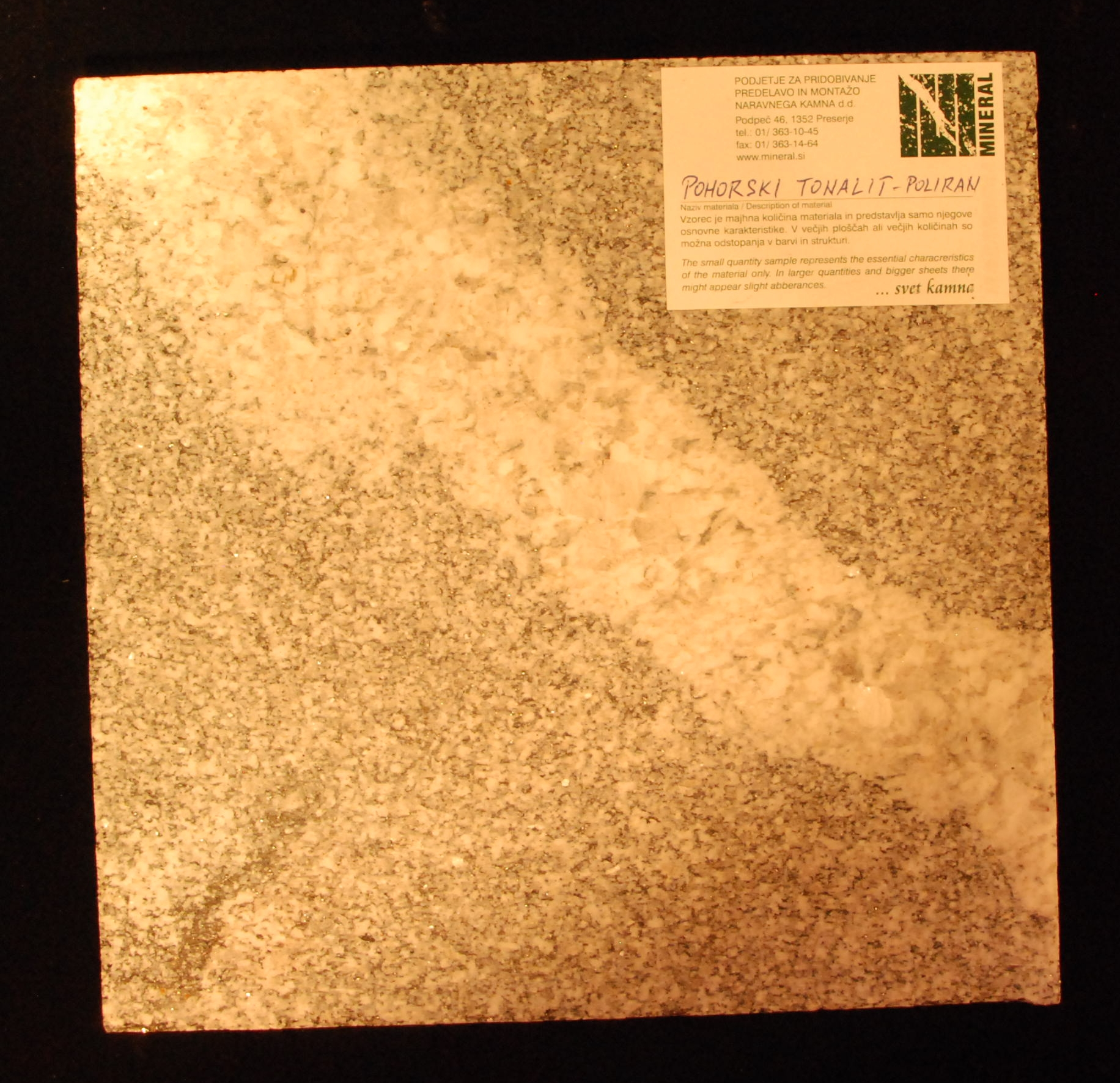
Tonalithandstück des Pohorje-Plutons mit Pegmatitgang

Der Pohorje-Pluton führt folgende Minerale:
- Quarz – 20 bis 60 Vol. %
- Plagioklas
- Alkalifeldspat
- Biotit
- Hornblende
- Augit (selten)
- Myrmekit
- Akzessorien

Der bis zu 5 Millimeter groß werdende Quarz ist oft vollständig dynamisch rekristallisiert. Mengenmäßig überwiegt der Plagioklas den Alkalifeldspat mit > 2:1 und ist als An55 recht Anorthit-reich. Er besitzt oft oszillierenden Zonarbau mit An52 im Kern und An26 an den Rändern. Der Alkalifeldspat ist ein Orthoklas, der örtlich triklinisiert vorliegen kann. Vorherrschendes dunkles Gemengeteil ist rehbrauner bis grüner, recht häufig vorkommender Biotit, der chloritisiert sein kann. Die Hornblende ist klein und liegt entweder als Magnesio-Hornblende oder als Tschermakit bzw. Ferro-Tschermakit vor. Als Akzessorien sind erwähnenswert Muskovit, Granat (Almandin) sowie seltener Beryll in Aplit- und Pegmatitgängen, Allanit, Apatit, Epidot, Rutil, Titanit, Zirkon, Zoisit, Chlorit, Karbonate und opake Minerale wie Magnetit.
Die Gegenwart von Myrmekit deutet auf metasomatische Vorgänge, genauer auf eine kräftige Kalium-Metasomatose des ursprünglichen Tonalits zu Granodiorit. Spätere Untersuchungen von Trajanova (2013) konnten diese metasomatischen Prozesse bestätigen, beschränkten sie aber räumlich auf die Umgebung der Remschnig-Überschiebung im Nordwesten des Plutons.
Kataklase ist erkennbar an Plagioklasen, die zertrümmert und randlich zerquetscht vorliegen könen, und deren Lamellen gelegentlich verbogen sind. Die mosaikhaften, undulös auslöschenden Quarze deuten ebenfalls auf Kataklase.

### Chemische Zusammensetzung

#### Hauptelemente
Die Folgende Tabelle soll die chemische Hauptelement-Zusammensetzung der Pohorje-Magmatite veranschaulichen:
| Oxid Gew. % | Dioritgabbro | Cizlakit | Quarzdiorit | Granodiorit | Normmineral Gew. % | Dioritgabbro | Cizlakit | Quarzdiorit | Granodiorit |
| ----------- | ------------ | -------- | ----------- | ----------- | ------------------ | ------------ | -------- | ----------- | ----------- |
| SiO2        | 52,40        | 53,70    | 55,10       | 65,60       | Q                  |              |          | 8,20        | 21, 20      |
| TiO2        | 0,43         | 0,46     | 0,45        | 0,39        | C                  |              |          |             | 0,60        |
| Al2O3       | 6,20         | 7,41     | 10,40       | 17,20       | Or                 |              | 3,70     | 8,30        | 13,90       |
| Fe2O3       | 1,22         | 1,66     | 2,07        | 1,10        | Ab                 |              | 13,40    | 19,70       | 35,00       |
| FeO         | 3,84         | 3,54     | 4,14        | 2,26        | An                 |              | 11,40    | 17,30       | 20,10       |
| MnO         | 0,13         | 0,11     | 0,25        | 0,08        | Di                 |              | 55,20    | 47,90       |             |
| MgO         | 15,10        | 13,60    | 9,26        | 1,32        | En                 |              | 10,60    | 11,50       | 3,30        |
| CaO         | 17,30        | 16,50    | 11,70       | 4,35        | Fs                 |              | 1,40     | 2,80        | 2,80        |
| Na2O        | 1,17         | 1,57     | 2,25        | 4,10        | Mt                 |              | 2,40     | 3,10        | 1,60        |
| K2O         | 0,44         | 0,62     | 0,54        | 2,33        | Il                 |              | 0,90     | 0,90        | 0,70        |
| P2O5        | 0,05         | 0,09     | 0,31        | 0,26        | Ap                 |              | 0,20     | 0,70        | 0,60        |
| LOI         | 1,20         | 0,54     | 3,19        | 0,23        |                    |              |          |             |             |

Die bimodalen Gesteine sind subalkalisch und gleichzeitig von kalkalkalischem Charakter mit mittlerem bis hohem Kalium-Gehalt. Es handelt sich um Granitoide des I-Typus. Ihr SiO2-Gehalt variiert zwischen 52 und 66 Gewichtsprozent SiO2, die Magmatite sind daher intermediär. Die sauren Granodiorite, aber auch noch die Quarzdiorite sind Quarz-normativ und daher an SiO2 übersättigt, die mafischen Glieder sind an SiO2   untersättigt. Die Granodiorite sind auch Korund-normativ und somit peraluminos. Quarzdiorit und Cizlakit sind Diopsid-normativ und folglich metaluminos.

#### Spurenelemente
Tabelle mit Spurenelementen:
| Spurenelement ppm | Dioritgabbro | Cizlakit | Quarzdiorit | Granodiorit |
| ----------------- | ------------ | -------- | ----------- | ----------- |
| Cr                | 1648         | 1800     | 1100        | 60          |
| Cs                | 0,89         | 1,10     | 1,80        | 3,20        |
| Zr                | 54           | 62       | 82          | 223         |
| Nb                | 7,0          | 5,0      | 4,0         | 16,0        |
| Nd                | 20,6         | 23,0     | 23,9        | 39,8        |
| Rb                | 16,0         | 22,0     | 26,0        | 86,0        |
| Sr                | 279          | 470      | 480         | 910         |
| Ba                | 286          | 620      | 150         | 1120        |
| Th                | 6,48         | 7,70     | 0,50        | 25,0        |
| Ta                | 0,26         | 0,52     | 0,45        | 1,57        |
| Hf                | 2,02         | 1,90     | 1,30        | 5,40        |
| La                | 22,9         | 23,4     | 8,45        | 58,8        |
| Ce                | 45,0         | 47,1     | 28,1        | 111,0       |
| Sm                | 4,26         | 4,85     | 6,33        | 6,50        |
| Eu                | 1,03         | 1,08     | 1,39        | 1,41        |
| Tb                | 0,52         | 0,517    | 0,785       | 0,710       |
| Yb                | 1,90         | 1,26     | 2,08        | 2,29        |

Geochemisch ist der Pohorje-Pluton recht reich an lithophilen Elementen (LILE) und zeigt sehr hohe Gehalte an Lanthan und Cer. Er wird daher als ein partielles Aufschmelzprodukt von Amphibolit und Eklogit angesehen und kann somit nicht unter die periadriatischen Intrusiva eingereiht werden – wie früher vermutet wurde. Es besteht aber dennoch eine unbestreitbare Ähnlichkeit zu chemisch vergleichbaren Gesteinen des Karawanken-Tonalitplutons, zur Re-di-Castello-Gruppe des Adamello-Plutons und zum Bergell-Pluton. Dies trifft insbesondere für die Spurenelemente Hafnium, Zirkonium, Yttrium, Thorium und Uran, aber auch für die meisten Seltenen Erden zu. Eine gute Übereinstimmung zeigen auch die Elementarverhältnisse Ba/Sr, Ba/La, Nb/Th und Nb/U.
Bei den Seltenen Erden sind die LREE wesentlich höher konzentriert als die HREE. Aufgetragen zeigen sie ein sehr steiles und konsistentes Einfallen, das auf die Fraktionierung von Hornblende hinweist. Es ist nur eine schwach negative Europium-Anomalie zu erkennen, welche meist in den Tonaliten auftritt und eine mäßige Fraktionierung von Feldspäten indiziert. Die HREE verlaufen sehr flach und niedrig konzentriert. Dies deutet auf Fraktionierung von Klinopyroxen und spiegelt überdies den Druckunterschied bei der Differentiation des primären, mafischen Magmas wider, welche die Abtrennung von Amphibol gegenüber Klinopyroxen, Plagioklas und Magnetit bevorzugte.

#### Isotopenverhältnisse
| Isotopenverhältnis | Dioritgabbro | Diorit     | Granodiorit 1 | Granodiorit 2 |
| ------------------ | ------------ | ---------- | ------------- | ------------- |
| 87Sr/86Sr          | 0,706659±8   | 0,707594±7 | 0,707062±4    | 0,706993±7    |
| εSr                | 29,95        | 43,3       | 34,5          | 33,8          |
| δ18O               | 6,7          | 7,0        | 7,7           | 7,9           |

Die  87Sr/86Sr-Verhältnisse sind relativ hoch und deuten auf Krustenkontamination. Die δ18O-Verhältnisse variieren von Werten des Oberen Mantels (6,7 ‰) zu Krustenwerten (7,9 ‰).

### Petrogenese

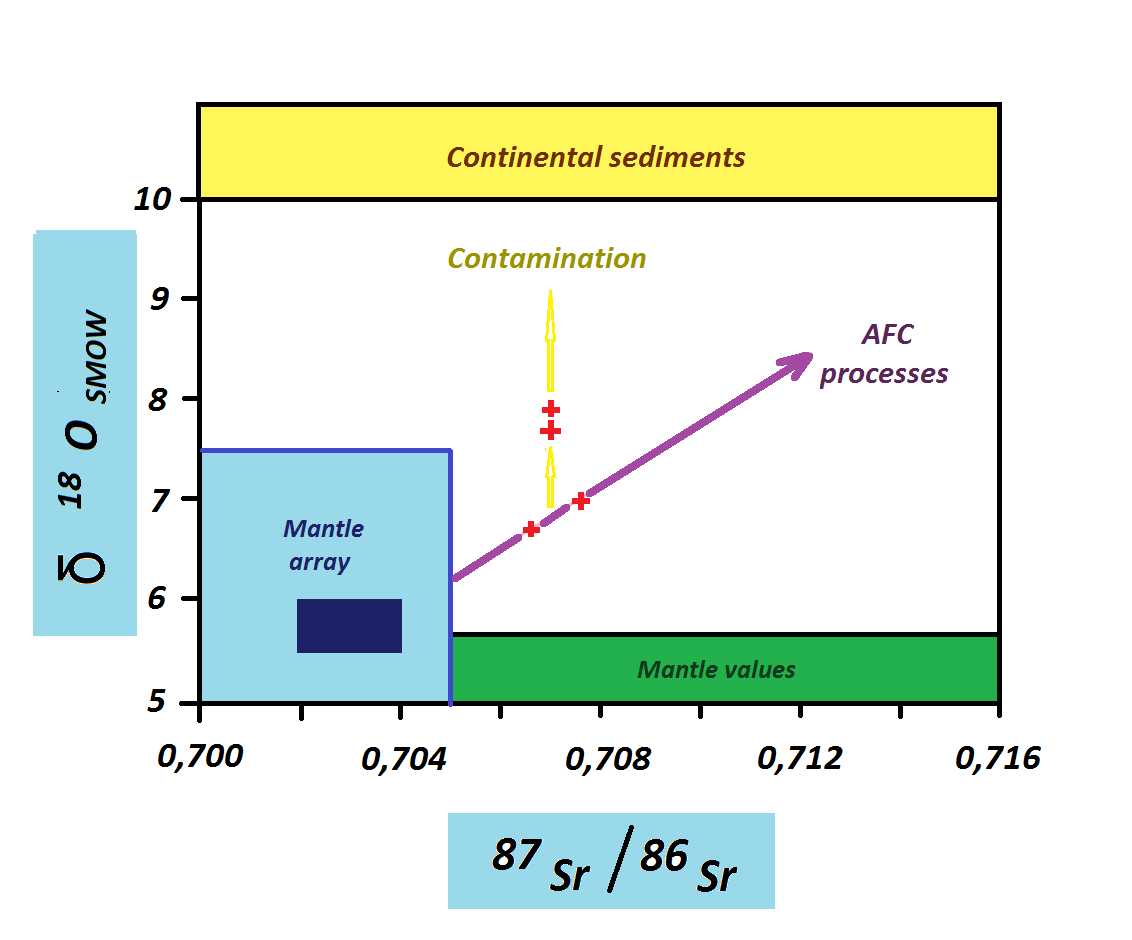
D18O-87Sr/86Sr-Diagramm mit der Position der Pohorje-Magmatite. Gabbro und Diorit befinden sich auf der AFC-Geraden, die Granodiorite sind krustal kontaminiert und streuen in Richtung kontinentale Sedimente.

Wie die Haupt- und Spurenelemente nahelegen, entstanden die Granodiorite und Tonalite des Pohorje-Plutons durch fraktionierte Kristallisation eines mafischen Magmas, das zusätzlich von einer beträchtlichen Krustenkomponente kontaminiert worden war. Der granodioritisch/tonalitische Plutonismus wurde insgesamt kontrolliert von der im Mesozoikum vorangegangenen Subduktion ozeanischer Kruste sowie von der Metasomatose des aufliegenden Mantelkeils einschließlich der darüberliegenden kontinentalen Kruste. Sämtliche Analysen bestätigen, dass das mafische Vorgängeragma einer olivintholeiitischen Zusammensetzung nahestand. Als Aufschmelzquelle darf anhand von Spurenelement-Modellierungen ein geringfügig metasomatisierter Granatperidotit angenommen werden. Aus der zuzüglich erfolgten Assimilation und fraktionierten Aufschmelzung von Krustenmaterial (AFC-Prozesse) resultierten sodann krustale Isotopensignaturen, die sich insbesondere in den sauersten Gliedern der Tonalitsuite niederschlugen.

### Assoziierte Dazite
Am Nordwestende des Pohorje-Plutons treten graue dazitische Gänge auf, gefolgt außerhalb des Plutons von effusiven Daziten. Die Gänge durchziehen steilstehend Pluton und Hüllgesteine. In ihrer mikrokristallinen Grundmasse ist Quarz als Restausscheidung zu erkennen. Einsprenglinge sind Andesin mit Tief- und Hochtemperaturoptik, Biotit und gelegentlich grüne Hornblende. Die Effusiv-Dazite bilden Schlote, Stöcke und Quellkuppen. Ihre Grundmasse ist krypto- bis mikrokristallin. Einsprenglinge sind korrodierter Quarz, Andesin nur mit Hochtemperaturoptik, Biotit (oft chloritisiert) und gelegentlich Hornblende. An Dazitstöcken wurden umgebende paläozoische Phyllite und Kalke kontaktmetamorph zu Hornfelsen und Skarnen verändert.

## Druck-Temperatur-Bedingungen
Für die Druck-Temperatur-Bedingungen der Intrusion konnten folgende Werte ermittelt werden: ein Maximalwert von 0,6 bis 0,7 GPa entsprechend einer Tiefe von 16 bis 19 Kilometer dürfte die Basis der Magmenkammer wiedergeben. Altherr und Kollegen (1995) fanden einen Wert von 0,68 GPa. Diese Drücke entsprechen Temperaturen von 760 bis 820 °C. Die Intrusion erreichte eine Endteufe von 8 bis 11 Kilometer entsprechend einem Druck von 0,3 bis 0,4 GPa. Auf diesem Niveau herrschte eine Temperatur von etwa 750 bis 770 °C. Anzumerken ist, dass der Pluton im Osten mit 19 Kilometer wahrscheinlich tiefgründiger war als im Westen, wo er im Gegenzug sehr hoch aufdrang und beinahe das schwachmetamorphe Austroalpin in zirka 8 Kilometer Tiefe erreichte.

## Alter
Die älteste radiometrische Altersbestimmung für den Pohorje-Pluton von Deleon (1969) ergab 19 ± 5 Millionen Jahre.  Eine neuere Untersuchung von Fodor und Kollegen (2008) mittels der Uran-Blei-Methode an oszillierend zonar gebauten Zirkonen (LA-ICPMS) konnte ein wesentlich genaueres Alter von 18,64 ± 0,11 Millionen Jahren ermitteln (frühes Miozän, Burdigalium) In den Eibiswalder Schichten im Norden des Plutons konnten sowohl Tuffe und Gerölle aus Dazit gefunden werden. Sie haben ein karpatisches Alter (Oberes Burdigalium, 17,3 bis 16,5 Millionen Jahre) und liefern somit ein Mindestalter für die Dazite, für die der Zeitraum 18 bis 16 Millionen Jahre angesetzt werden darf.
Das Intrusionsalter des Pohorje-Plutons ist somit wesentlich jünger als die übrigen periadriatischen Intrusiva, die oligozäne Alter aufweisen. So wurde beispielsweise der benachbarte Karawanken-Pluton mit 32,4 ± 1,2 Millionen Jahren datiert, was dem Rupelium entspricht. Insgesamt zeigen die Alter des Pohorje-Plutons eine gute Übereinstimmung mit dem von 19 bis 15 Millionen Jahren dauernden Magmatismus im Pannonischen Becken im Allgemeinen und im Steirischen Becken im Speziellen.
Die ererbten Zirkonkerne besitzen sowohl permische (290 bis 270 Millionen Jahre) als auch neoproterozoische Alter (900 bis 850 Millionen Jahre) und verweisen somit auf das Aufschmelzen und/oder die Assimilation von Krustenmaterial mit juvenilen neoproterozoischen Hafnium-Modellaltern. Wie aber Hafniumisotopenvehältnisse (initiales εHf) der miozänen Zirkonbereiche zu erkennen geben, muss darüber hinaus auch noch juveniles phanerozoisches Krustenmaterial beteiligt gewesen sein oder alternativ eine miozäne Mantelschmelze als Magmenquelle in Betracht gezohen werden.
Der Cizlakit konnte mit 20,3 bis 19,5 Millionen Jahren datiert werden. Er ist somit etwas älter als der eigentliche Pluton. Dies ist nicht weiter verwunderlich, da er eine gabbroide Inklusion im Pluton darstellt und einem mafischen Vorläufermagma entspringen dürfte.

## Tektonik

### Duktile Verformung
Der Pohorje-Pluton war bereits in seinem magmatischen Zustand verformt worden, erkennbar an einer magmatischen Foliation, die vorwiegend von Biotitlamellen und Hornblendenadeln definiert wird, jedoch nicht immer leicht von der duktilen Foliation zu trennen ist. Ferner bildeten sich zwei Ganggenerationen, deren erste aus Apliten und verformten Mafit- und Dazitgängen besteht. Einige der Dazitgänge zeigen überdies auf mikroskopischer Ebene sehr schön ausgebildete magmatische Fließgefüge. Die erste Ganggeneration fällt flach bis mäßig nach Süd bis Südwest ein und folgt generell der Foliation der regionalmetamorphen Gesteine. Die Aplite stehen jedoch unter gleichbleibendem Streichen senkrecht. Die zweite Generation sind undeformierte Mafit- und Dazitgänge, die in Zerrbrüchen während einer Ost-West-gerichteten Streckungsphase entstanden (siehe weiter unten). Sie stehen daher mehr oder weniger aufrecht und streichen von NNW nach NNO.
Nach seiner Platznahme und Kristallisation wurde der Pohorje-Pluton mitsamt einigen seiner Ganggesteine im festen Zustand unter Grünschieferbedingungen duktil verformt (obere Grünschieferfazies). Auch die mittelgradigen Metamorphite nördlich und südlich des Plutons wurden erneut aufgeheizt und kühlten dann zusammen mit dem Pluton ab. Diese Abkühlung und das weitere Aufsteigen des Plutons und seiner Wirtsgesteine wurden von aktiv fortschreitender Tektonik bestimmt.
Für die nach der magmatischen Kristallisation erfolgte Verformung im festen Zustand bestehen eindeutige Anzeichen. Bei gut ausgebildeter Foliation lässt sich erkennen, dass sie oft das ursprüngliche magmatische Gefüge überprägt. Ausgerichtete Biotite und Hornblenden sowie ausgelängte Linsen von Quarz-Feldspataggregaten definieren zusätzlich eine etwas undeutliche örtliche Streckrichtung. Im Süd- und Südwestabschnitt des Plutons folgt die duktile Foliation oft der magmatischen, steht aber auch NO- und NNW-streichend hierzu senkrecht mit nahezu horizontalen Strecklinearen, die in die östliche bzw. westliche Richtung zeigen. Die Verhältnisse im Nord- und Nordostabschnitt des Plutons sind weitaus diffuser und schlecht zu interpretieren. Die deformierten Mafit- und Dazitgänge folgen weitestgehend den Foliationen im Süd- und Südwestabschnitt des Plutons, ihre Strecklineare fallen jedoch flach bis mäßig nach Nordwest ein.
Mikrotektonisch manifestiert sich die Verformung im festen Zustand durch eine vollständige Rekristallisation von Quarz zu gestreckten Linsen. Primärer Biotit wird zerschert und rekristallisiert teilweise entlang der Foliationsebene mit feinkörnigen, sehr in die Länge gezogenen Rändern (zu so genannten Glimmerfischen, Englisch  mica fish). Die Feldspäte zeigen überwiegend sprödes Verhalten, dennoch verweisen Deformationszwillinge, verbogene Zwillinge und beginnende Kern-Mantel-Strukturen auch auf ein kristallplastisches Verhalten. Biotit und Quarz neigen in stärker beanspruchten Gesteinspartien dazu, inkompetente, vernetzte Lagen zu bilden – die typische Augengneisstruktur entsteht. In weniger beanspruchten Bereichen rekristallisiert Quarz partiell, wobei undulöse Auslöschung und Unterkornbildung zu beobachten ist.

### Spröde Verformung
Die Abkühlung des Plutons war relativ rasch den duktilen Bereich durchlaufen und es wird abgeschätzt, dass er nach 3 Millionen Jahren bereits in die Nähe der Oberfläche aufgedrungen war. Dies wird durch Spaltspurenalter von 17,7 bis 15,6 Millionen Jahren bestätigt. Seine Temperatur lag vor 17 Millionen Jahren wahrscheinlich nur noch zwischen 300 und 250 °C.
Nachdem der Pluton den spröden Bereich erreicht hatte, unterlag er im Langhium (bzw. Badenium) einer Ost-West-gerichteten Dehnung, die eine vertikale Ausdünnung und Nord-Süd-verlaufende Seitenverschiebungen bewirkte. Dies steht mit der generellen, seitwärts gerichteten Auspressung (Extrusion) der Alpen im Zusammenhang, welche im Frühen und Mittleren Miozän in den Ostalpen wirksam war (die Auspressung ist als eine Kombination aus kollabierendem Orogen bei gleichzeitig erfolgender kontinentaler Ausweichbewegung aufzufassen).
Das Ende dieser Dehnungsphase wird um 11,6 Millionen Jahren an der Grenze Serravallium/Tortonium (bzw. Sarmatium/Pannonium) durch Nordost-Südwest- bzw. Ost-West-gerichtete Kompression markiert, welche unterhalb der Karpaten mit einer Änderung der Subduktionsrichtung bei gleichzeitiger Rückverlagerung der subduzierten Vorlandsmasse, als auch einer Back-Arc-Öffnung im Pannonischen Becken in Verbindung gebracht wird.
Endstufe im Deformationsgeschehen waren in den letzten 7 Millionen Jahren ab dem Messinium (bzw. Pontium) erneut dextrale Seitenverschiebungen aufgrund Nord-Süd- bis Nordnordwest-Südsüdost-gerichteter Kompression, verursacht durch Transpression im Dinaridisch-Alpidisch-Pannonischen Grenzgebiet.
Diese Dreigliederung im spröden Bereich kann auch an Verwerfungen mittels der Methode von Angelier (1984) festgestellt werden, welche Paläospannungstensoren anhand der eingemessenen Harnischstriemen ermittelt. So äußert sich die erste, transtensionale Phase mit Ost-West-Dehnung in nur mäßig in östliche Richtungen einfallenden Verwerfungen, deren Bewegungen in östliche Richtung abscheren bzw. schräg abscheren. Die zweite Phase war kompressiver Natur mit generell NO-SW- bis ONO-WSW-gerichteter Einengung, charakterisiert durch steilstehende konjungierte Seitenverschiebungen. Bei der dritten und letzten Phase drehte die Einengung nach Nordnordost (bis Nordwest), erneut gekennzeichnet durch konjugierte Seitenverschiebungen aber auch durch Aufschiebungen. Teilweise wurden Verwerfungen der ersten Phase reaktiviert.

## Wirtschaftliche Verwendung

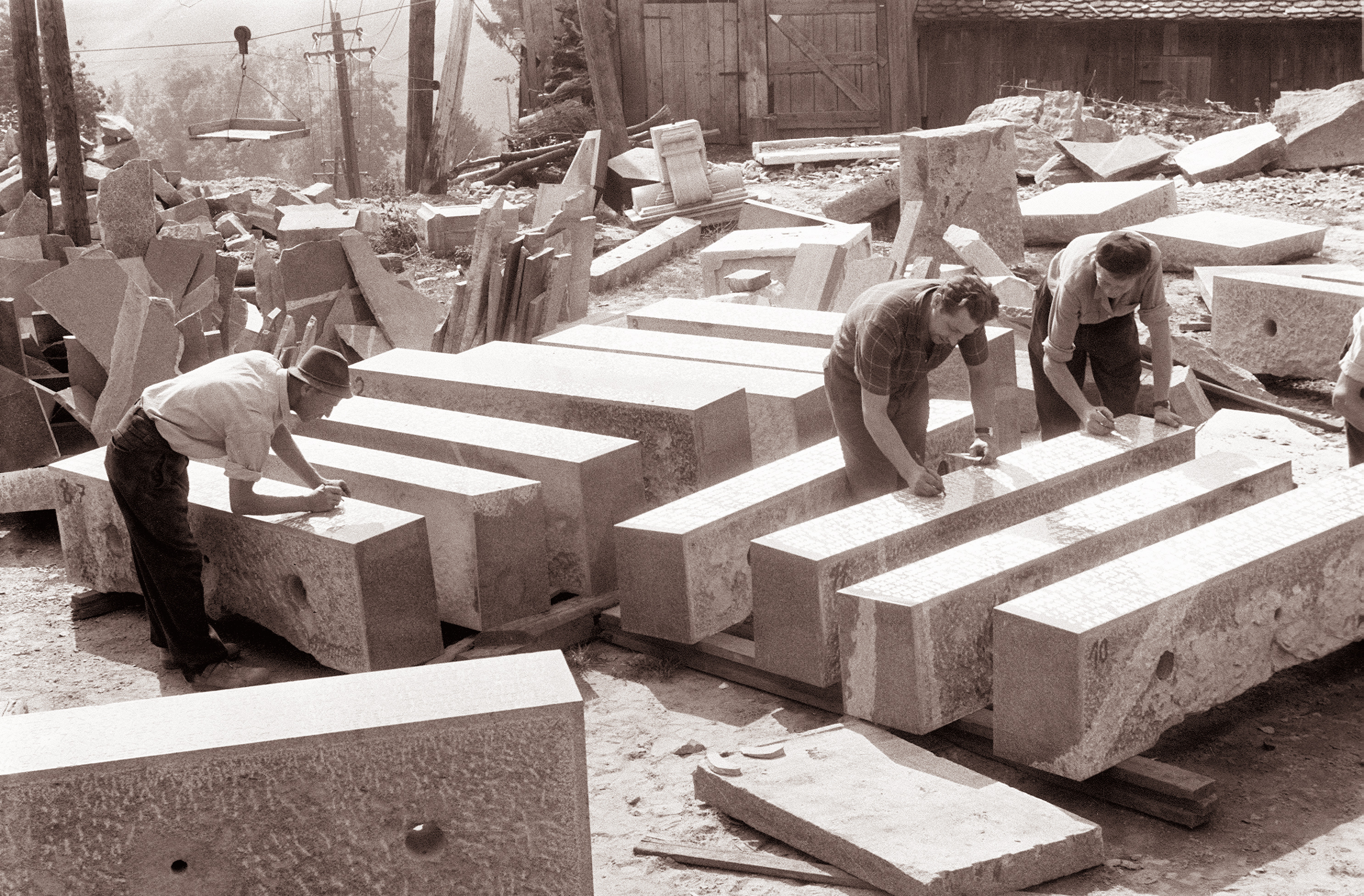
Arbeiten an Blöcken des Pohorje-Plutons auf einem Werkplatz in Oplotnica

### Vererzungen
In der ersten Hälfte des 20. Jahrhunderts wurden im Kontakthof des Granodiorits Magnetit-Hämatit-Mineralisationen entdeckt, die auch abgebaut wurden. Die Eisenerze werden von Eisensulfiden, vorwiegend Pyrit, begleitet, untergeordnet auch von Blei-Zink-Vererzungen wie Bleiglanz und Sphalerit. Im Ostteil des Granodiorits tritt Pyrit nur noch selten auf. Weitere nennenswerte Mineralisationen in Hedenbergit-, Epidot- und Granatskarnen (mit Andradit und Grossular) bei  Hudi Kot und Planina sind neben den bereits angeführten Mineralen Azurit, Bornit, Chalkopyrit, Chalkosin, Limonit, Malachit, Marmatit, Molybdänit und Pyrrhotin. Die Skarne treten im Kontakt zu kalkhaltigen Gesteinen auf.

### Als Werkstein
Der Pohorje-Plutonit ist der einzige in Slowenien wirtschaftlich verwendete Magmatit und gilt als Naturstein von hoher Qualität. Er verleiht vielen größeren Städten Sloweniens eine besondere Note. Der Granodiorit wurde in Josipdol bei Ribnica na Pohorju abgebaut und die Varietät Cizlakit seit 1891 beim Ort Cezlak bei Oplotnica. Der Plutonit ist druck- und biegefest und zeichnet sich durch hohe Dichte, geringe Wasseraufnahme und geringe Porosität aus. Gegenüber Frost und Salz besitzt er eine hohe Beständigkeit. Wegen dieser Eigenschaften findet er breite Verwendung – als Pflasterstein und vor allem als Verkleidungsplatten im Innen- und Außenbereich von Häusern, Geschäften, Kirchen, öffentlichen Gebäuden usw., darunter einige unter Denkmalschutz gestellte Bauwerke. Der Stein wird auch von Bildhauern für Denkmäler und Zierbrunnen sehr geschätzt.